# 호소카와촌 (효고현)
호소카와촌(細川村)은 효고현 미노군에 존재했 촌이다. 현재의 미키시 호소카와정에 해당한다.